# Нуса (Татарстан)
Нуса́ (тат. Носы) — село в Арском районе Республики Татарстан, в составе Шушмабашское сельского поселения.

## География
Село находится на реке Нуса, близ границы с Республикой Марий Эл, в 37 км к северу от районного центра, города Арска.

## История
Село известно с 1678 года.
В XVIII – первой половине XIX веков в сословном плане жители относились к государственным крестьянам. Основные занятия жителей в этот период – земледелие и скотоводство, был распространён рогожно-кулеткацкий промысел. В этот период земельный надел сельской общины составлял 1672,6 десятины.
В 1700 и 1812 годах крупные пожары уничтожили значительную часть села.
В «Списке населенных мест по сведениям 1859—1873 годов», изданном в 1876 году, населённый пункт упомянут как казённая деревня Нуса (Муса) Малмыжского уезда Вятской губернии. Располагалась при речке Нусинке, по левую сторону торговой дороги из Казани в Уржум, в 53 верстах от уездного города Малмыжа. В деревне была мечеть.
В 1931 году в селе организован колхоз имени Будённого.
До 1920 года село входило в Арборскую волость Малмыжского уезда Вятской губернии. С 1920 года в составе Арского кантона ТАССР. С 10 августа 1930 года в Тюнтерском (со 2 марта 1932 года — в Балтасинский), с 10 февраля 1935 года в Кзыл-Юлском, (с 18 июля 1956 года — Тукаевский), с 1 февраля 1963 года в Арском районах.

## Население
| 1905 | 1920 | 1926 | 1938 | 1949 | 1958 | 1970 | 1979 | 1989 | 2002 | 2010 | 2015 |
| ---- | ---- | ---- | ---- | ---- | ---- | ---- | ---- | ---- | ---- | ---- | ---- |
| 1027 | 1162 | 1019 | 883  | 542  | 352  | 476  | 412  | 302  | 339  | 321  | 312  |

Национальный состав деревни: татары.

## Известные уроженцы
Д. И. Файзрахманов (р. 1948) – доктор экономических наук, заслуженный деятель науки РТ и РФ, академик АН РТ, кавалер ордена «За заслуги перед Отечеством» второй степени, почётный работник высшего профессионального образования РФ.

## Экономика
Жители работают преимущественно в сельскохозяйственном предприятии «Северный», занимаются полеводством, молочным скотоводством.

## Объекты образования, культуры и медицины
В селе действуют неполная средняя школа, детский сад, дом культуры, библиотека, фельдшерско-акушерский пункт.

## Религиозные объекты
Мечеть (с 1990 года).